# Milichiella javana
Milichiella javana är en tvåvingeart som beskrevs av Johannes Cornelis Hendrik de Meijere 1911. Milichiella javana ingår i släktet Milichiella och familjen sprickflugor.

## Utbredning
Artens utbredningsområde är ön Java.